# Ben Halloran
Ben Halloran (Cairns, 14 de julho de 1992) é um futebolista Australiano que atua como atacante. Atualmente, joga pelo Fortuna Düsseldorf.

## Títulos

### Austrália
- AFF U-19 Youth Championship: 2010 AFF U-19 Youth Championship

### Gold Coast United
- National Youth League: 2009–10